# Exechocentrus
Exechocentrus lancearius es una especie de araña araneomorfa de la familia Araneidae. Es el único miembro del género monotípico Exechocentrus. Es originaria de Madagascar.